# 岡山恭崇
岡山恭崇（1954年11月29日—），是日本國家男子籃球隊歷史上最高的籃球運動員，出生於日本熊本縣。他身高約234公分，換算英呎單位後超過7呎8吋，由美國職籃的金州勇士隊於1981年NBA選秀的第8輪第10順位選中，成為NBA選秀史上最高的球員。但因為當時NBA對於NBA球員出場國際賽事的規定、勇士隊的簽約意願並不積極、以及岡山自覺在國際賽事中因各種體能條件而打得綁手綁腳等因素，最後他並沒有選擇簽約登上NBA，無緣成為NBA歷史上曾經出賽過的最高的球員。放棄和勇士隊簽約後，岡山選擇回到日本繼續職業生涯，並持續為日本國家隊出賽。

## 學生時期
岡山恭崇在初中和高中練柔道，並且有黑帶的實力。後來因為身高的關係，他在大阪商業大學時就讀時開始嘗試打籃球。
在大學二年級時，聽從教練建議加入波特蘭大學挑戰美國籃球，但因被診斷出巨人症而無法讓心臟承受過高強度的訓練。
波特蘭大學畢業後回到大阪商業完成在日本的大學學業。畢業後他加入了住友金屬工業所屬的職業球隊——住友金屬工業火花隊。

## 職業生涯
在日本國內職業聯賽中，由於節奏並不如海外快速，行動緩慢的岡山並沒有受到體能上的限制。職業生涯中拿過數次得分王、籃板王以及聯賽MVP。是當時有名的球星。
1979年至1986年間，岡山入選日本國家隊，並數次代表日本國家隊出場國際賽事。但由於國際比賽節奏更快、對抗更強烈，體能受限的岡山並沒有特別亮眼的表現。但由於234公分的身高所帶來的硬體優勢和注目度，他仍然是球隊的看板球員之一、也使對手不得不注意到日本隊的存在。另外，岡山曾在國家隊生涯的最後出征過台灣的威廉瓊斯盃。
1981年NBA選秀會，金州勇士隊在當時大中鋒時代風潮下，用第8輪第10順位籤拿下了岡山恭崇，岡山也成為至今NBA選秀史上最高的球員(234cm)。選秀獲選後岡山也遠赴美國與勇士隊進行訓練，但在一段時間後仍由於巨人症的心血管系統無法長期負荷NBA等級的訓練強度而萌生退意。最後在國際賽出場規定、身體狀況、體能條件以及勇士隊本身的簽約意願並不積極等因素下，選擇回到日本繼續職業生涯和國家隊生涯。
在1986年結束國家隊生涯後，岡山持續在日本職業聯賽征戰至1990年才退休。退休後曾有一段時間擔任過球評、也成為活躍的籃球教練，並且先後在住友金屬工業火花隊(1993~1995)和大阪商業大學校隊(1996~1999)擔任過助理教練。
結束執教生涯後一直在住友金屬工業作為正社員工作至2010年。2010年之後在関根床用鋼板株式会社工作。近年來也陸續上過一些電視節目和出席一些籃球推廣活動。

## 著作
另外，岡山曾在1989年出版過一本名為《岡山恭崇的快樂籃球》的書(日文原文:《岡山恭崇の楽しいバスケットボール》(小峰書店、1989年))。